# Charmosyna
Charmosyna là một chi chim trong họ Psittacidae.

## Hình ảnh

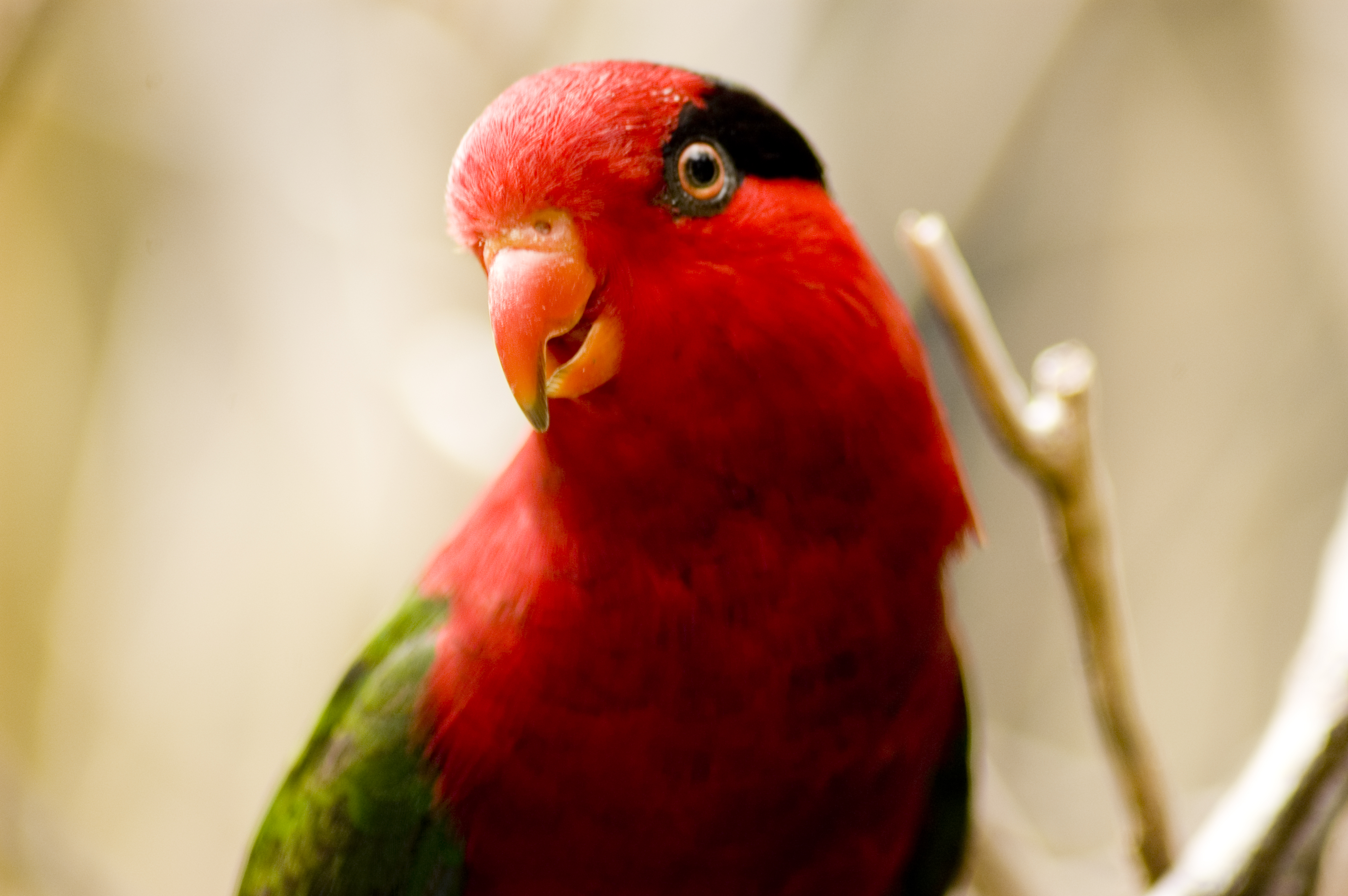
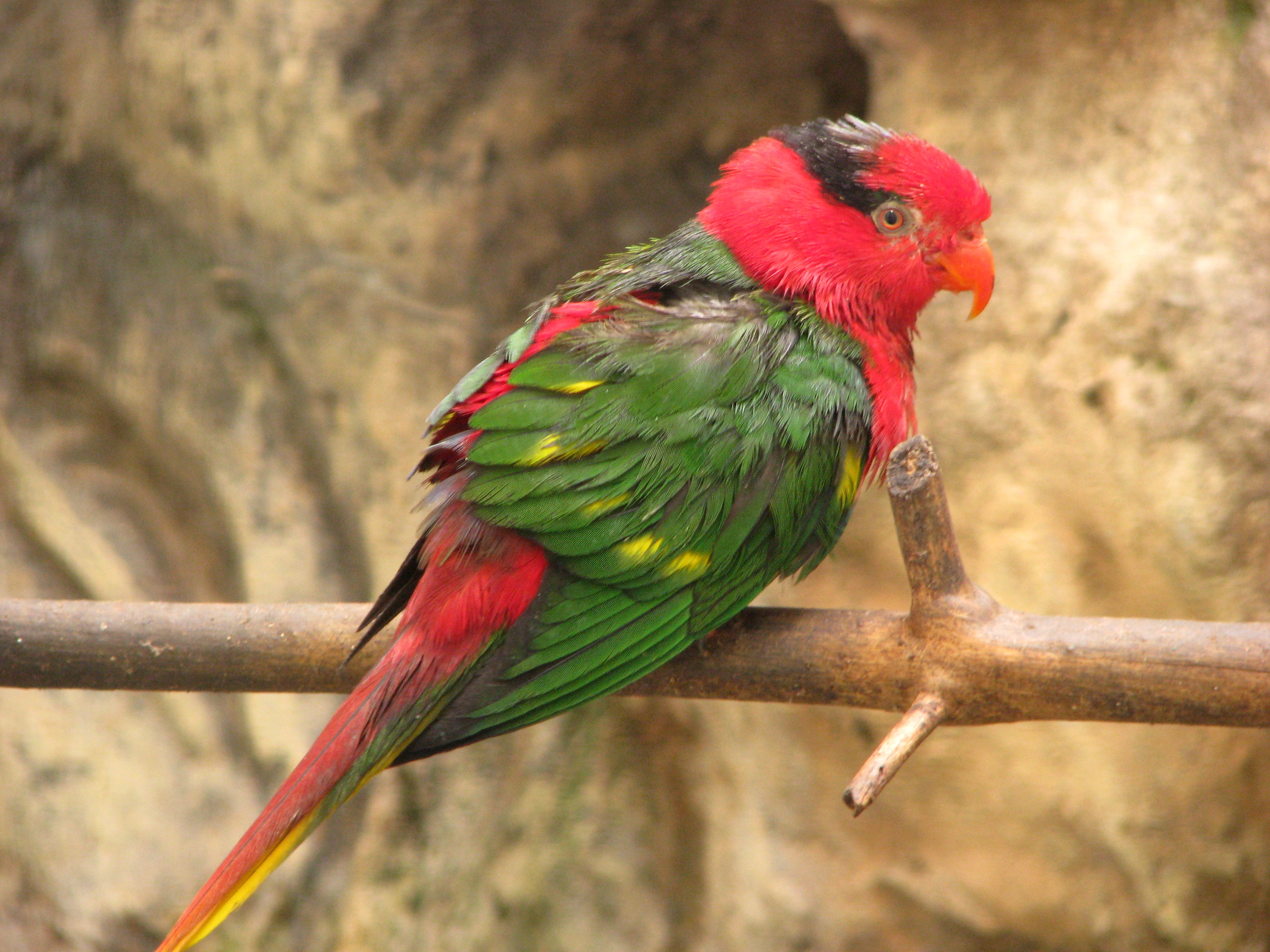